# Cnemotrupes guerreroensis
Cnemotrupes guerreroensis là một loài bọ cánh cứng trong họ Geotrupidae. Loài này được Howden miêu tả khoa học năm 1964.